# Пожар на Boeing 777 в Лас-Вегасе
Пожар на Boeing 777 в Лас-Вегасе — авиационная авария, произошедшая во вторник 8 сентября 2015 года. Авиалайнер Boeing 777-236ER авиакомпании British Airways выполнял плановый международный рейс BA2276 (позывной — Speedbird 2276) по маршруту Лас-Вегас—Лондон, но во время разгона по взлётной полосе у него загорелся двигатель №1 (левый). Пилоты остановили самолёт, началась эвакуация. Через 5 минут пожар был потушен, эвакуация прошла успешно. Из находившихся на борту самолёта 170 человек (157 пассажиров и 13 членов экипажа) никто не погиб, но 14 пассажиров получили ранения. У лайнера сгорел двигатель №1 и часть фюзеляжа в области и выше левого полукрыла.

## Самолёт
Boeing 777-236ER (регистрационный номер G-VIIO, заводской 29320, серийный 182) был выпущен в 1999  году (первый полёт совершил 18 января). 26 января того же года был передан авиакомпании British Airways. Оснащён двумя турбовентиляторными двигателями General Electric GE90-85B. На день инцидента совершил 12 835 циклов «взлёт-посадка» и налетал 85 442 часа.

## Экипаж
Состав экипажа рейса BA2276 был таким:
- Командир воздушного судна (КВС) — 63-летний Крис Хенки (англ. Chris Henkey). Пилот-ветеран, проработал в авиакомпании British Airways 42 года и 1 месяц (с августа 1973 года). Управлял самолётами Boeing 747, Boeing 747-400, Boeing 787 Dreamliner, McDonnell Douglas DC-10 и Lockheed L-1011 TriStar. В должности командира Boeing 777 — с 14 апреля 1999 года. Налетал свыше 30 000 часов (свыше 15 000 из них в должности КВС), свыше 12 000 из них на Boeing 777.
- Второй пилот — 30-летний Иан Каллахан (англ. Ian Callaghan). Опытный пилот, проработал в авиакомпании British Airways 9 лет и 9 месяцев (с января 2006 года). Управлял самолётами Airbus A320 и Boeing 787 Dreamliner. В должности второго пилота Boeing 777 — с 11 января 2011 года. Налетал свыше 6400 часов, свыше 3100 из них на Boeing 777.
- Сменный второй пилот — 45-летний Кевин Хиллер (англ. Kevin Hillyer). Очень опытный пилот, проработал в авиакомпании British Airways 17 лет и 10 месяцев (с ноября 1997 года). Управлял самолётами HS-125, Lockheed L-1011 TriStar, Boeing 747 и Boeing 787 Dreamliner. В должности второго пилота Boeing 777 — с 29 декабря 2001 года. Налетал свыше 14 000 часов, свыше 10 000 из них на Boeing 777.

В салоне самолёта работали 10 бортпроводников.

## Хронология событий
В 15:53 PST Boeing 777-236ER борт G-VIIO отошёл от гейта №3 аэропорта Мак-Карран в Лас-Вегасе и начал руление к взлётной полосе №07L. На борту рейса BA2276 находились 13 членов экипажа и 157 пассажиров.

## Расследование
Расследование причин аварии рейса BA2276 проводил американский Национальный совет по безопасности на транспорте (NTSB) при участии Отдела по расследованию авиационных происшествий Великобритании (AAIB).
Окончательный отчёт расследования был опубликован 19 июня 2018 года.

## Дальнейшая судьба самолёта

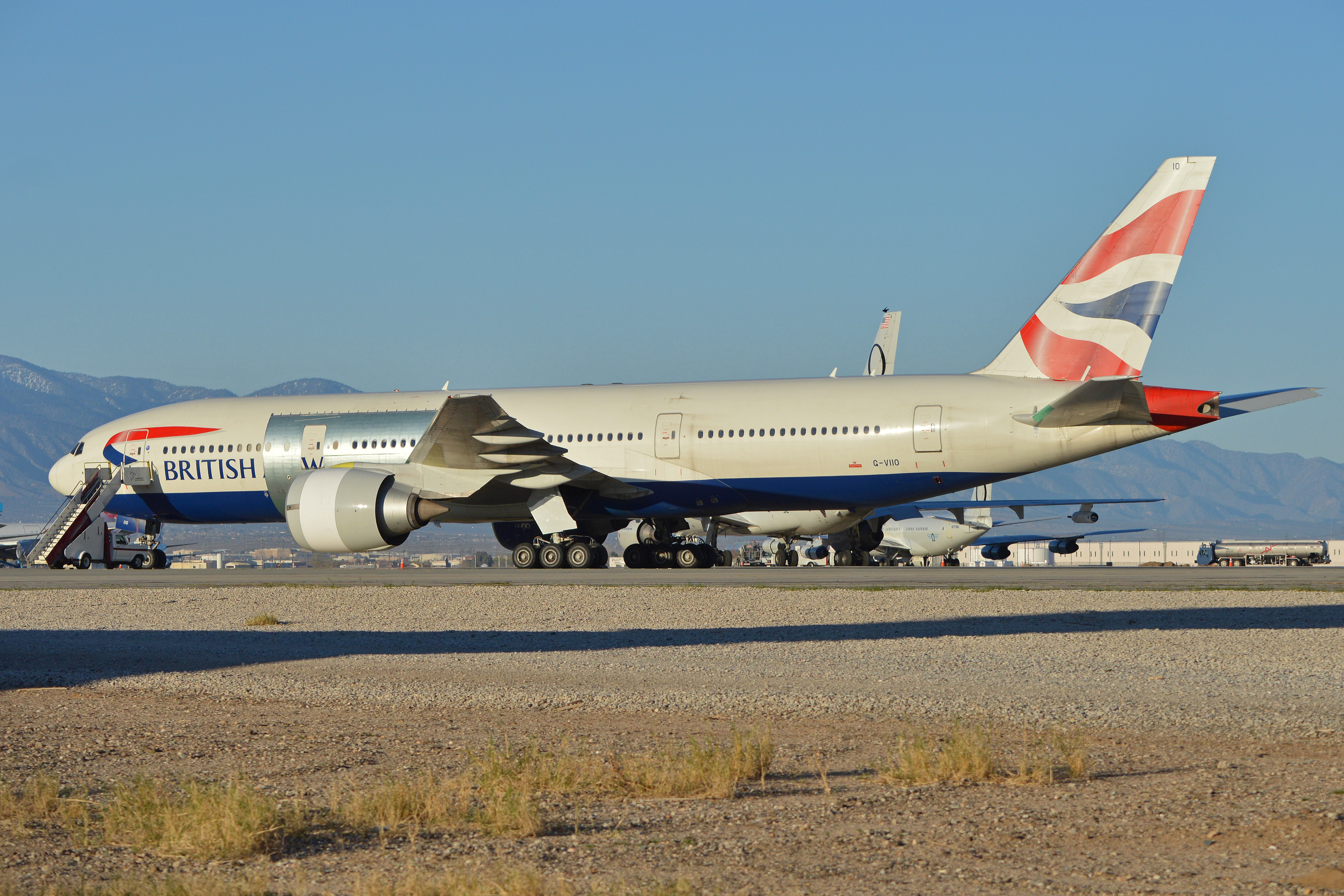
Пострадавший самолёт после ремонта

В декабре 2015 года авиакомпания British Airways объявила, что команда инженеров компании «Boeing» провела оценку лайнера и определила — ущерб ограниченный и самолёт подходит для ремонта. В итоге было объявлено, что лайнер будет отремонтирован и возвращён в эксплуатацию. В феврале 2016 года ремонт был закончен, сгоревший двигатель №1 был заменён на новый.
Испытания лётной годности проводились 25 февраля 2016 года. На следующий день самолёт был доставлен в Викторвилл, где он был перекрашен. Затем 15 марта он приземлился в Кардиффе, где снова прошёл регистрацию. Наконец лайнер вернулся в Лондонский аэропорт Гатвик и с 24 марта 2016 года возобновил полёты во флоте авиакомпании British Airways.